# Пашикян Арман Володимирович
Арман Пашикян (вірм. Արման Փաշիկյան; нар. 28 липня 1987, Єреван) – вірменський шахіст, гросмейстер від 2007 року.

## Шахова кар'єра
У 1997-2007 роках неодноразово представляв Вірменію на чемпіонаті світу та Європи серед юніорів у різних вікових категоріях (найкращий результат: 4-те місце в Літохоро, 1999, ЧЄ до 12 років). У 1997 та 1998 роках виграв чемпіонат країни серед юніорів, а також був срібним призером у 1999 по 2001 роках. 2003 року виконав дві гросмейстерські норми, у Батумі (поділив 2-ге місце позаду Баадура Джобави, разом з Арташесом Мінасяном, Андрієм Волокітіним, Звіадом Ізорією, Тиграном Петросяном і Мерабом Гагунашвілі) і у фіналі чемпіонату Вірменії, на тому турнірі виграв срібну медаль (програв у додатковому матчі Габріелу Саркісяну), посів також 2-ге місце (позаду Давіта Шенгелії) на турнірі за круговою системою в Єревані. 2006 року виконав ще дві гросмейстерські норми, вигравши в Єревані другий у кар'єрі титул чемпіона Вірменії, а також на турнірі в Саратов, також посів 2-ге місце (позаду Нікіти Вітюгова) на турнірі Blue Sevan у Севані. 2007 року поділив 2-ге місце (позаду Михайла Гуревича, разом із, зокрема, Давідом Арутюняном, Леваном Панцулаєю і Гадіром Гусейновим) у Стамбулі. 2008 року переміг на кругових турнірах у Ґюмрі та Мартуні, а у 2009 році знову здобув перемогу в Мартуні та виграв у Єревані титул чемпіона Вірменії.
Найвищий рейтинг Ело в кар'єрі мав станом на 1 вересня 2009 року, досягнувши 2663 очок займав тоді 70-те місце в світовому рейтинг-листі ФІДЕ (одночасно займаючи 4-те місце серед вірменських шахістів).

## Зміни рейтингу
| На цьому місці має відображатися графік чи діаграма, однак з технічних причин його відображення наразі вимкнено. Будь ласка, не видаляйте код, який викликає це повідомлення. Розробники вже працюють для того, щоби відновити штатне функціонування цього графіка або діаграми. | |
| | На цьому місці має відображатися графік чи діаграма, однак з технічних причин його відображення наразі вимкнено. Будь ласка, не видаляйте код, який викликає це повідомлення. Розробники вже працюють для того, щоби відновити штатне функціонування цього графіка або діаграми. |